# 長崎市立横尾小学校
長崎市立横尾小学校（ながさきしりつ よこおしょうがっこう、Nagasaki City Yoko Elementary School）は、長崎県長崎市横尾二丁目にある公立小学校。

## 沿革
- 1977年（昭和52年）[1]
  - 4月1日 - 開校。鉄筋コンクリート造4階建校舎
  - 4月6日 - 開校式、始業式を挙行。
    - 児童数559名のうち、2・3・4・5年生は新校舎で、1・6年生は長崎市立大園小学校校舎で授業を行うという分散授業の形態をとる。
- 1978年（昭和53年）
  - 2月28日 - 増築校舎が完成。
  - 4月 - 分散授業を解消。全学年が新校舎にそろう。
  - 4月10日 - 学校給食開始。
- 1980年（昭和55年）
  - 3月7日 - 体育館が完成。
  - 11月15日 - プールが完成。

## 教育目標
- 「みがけ心　きたえ体」

## 校章
- 山椿を背景に「横尾」の文字（縦書き）を配している。

## 校歌
- 作詞 - 福田清人
  - 2番まであり、2番の最後に「横尾小学校」が登場する。

## 学校行事
- 5月 - 運動会
- 11月 - 横尾っ子祭り

## アクセス
- 最寄りのバス停
  - 長崎バス
    - 「横尾小学校前」、「上横尾」下車後、徒歩すぐ。
- 最寄りの国道
  - 国道206号
    - 長崎駅方面からは「横尾入口」交差点で左折。

## 周辺
- 長崎市立横尾中学校
- 長崎北保育園
- 長崎外国語大学
- 長崎横尾郵便局
- 時津川

## 関連事項
- 長崎県小学校一覧